# 坂戸神社 (袖ケ浦市)
坂戸神社（さかとじんじゃ）は、千葉県袖ケ浦市の神社。

## 歴史
創建年代は不明である。ただ718年（養老2年）に「磐戸（いわと）神社」から「坂戸神社」改称したことから、少なくとも奈良時代には既に存在していたものと推測される。一説では、太古の昔天富命が斎部氏一族を率いて阿波国（現・徳島県）から安房国（現・千葉県南部）に移住し、その祖先神である天太玉命を祀ったのが起源であるという。また境内には前方後円墳があり、当社創建に関し、何らかの関りがあった可能性もある。
当社にはかつて、人身御供を模した、いわば「疑似人身御供」ともいえる行事があった。これは旧暦5月27日にくじで選ばれた生贄を大きなまな板に乗せ、神職が刀で切る真似をするものである。この生贄にされた人は、何故か3年以内に死んだという。戦国時代、戦国大名里見義堯によって禁止された。

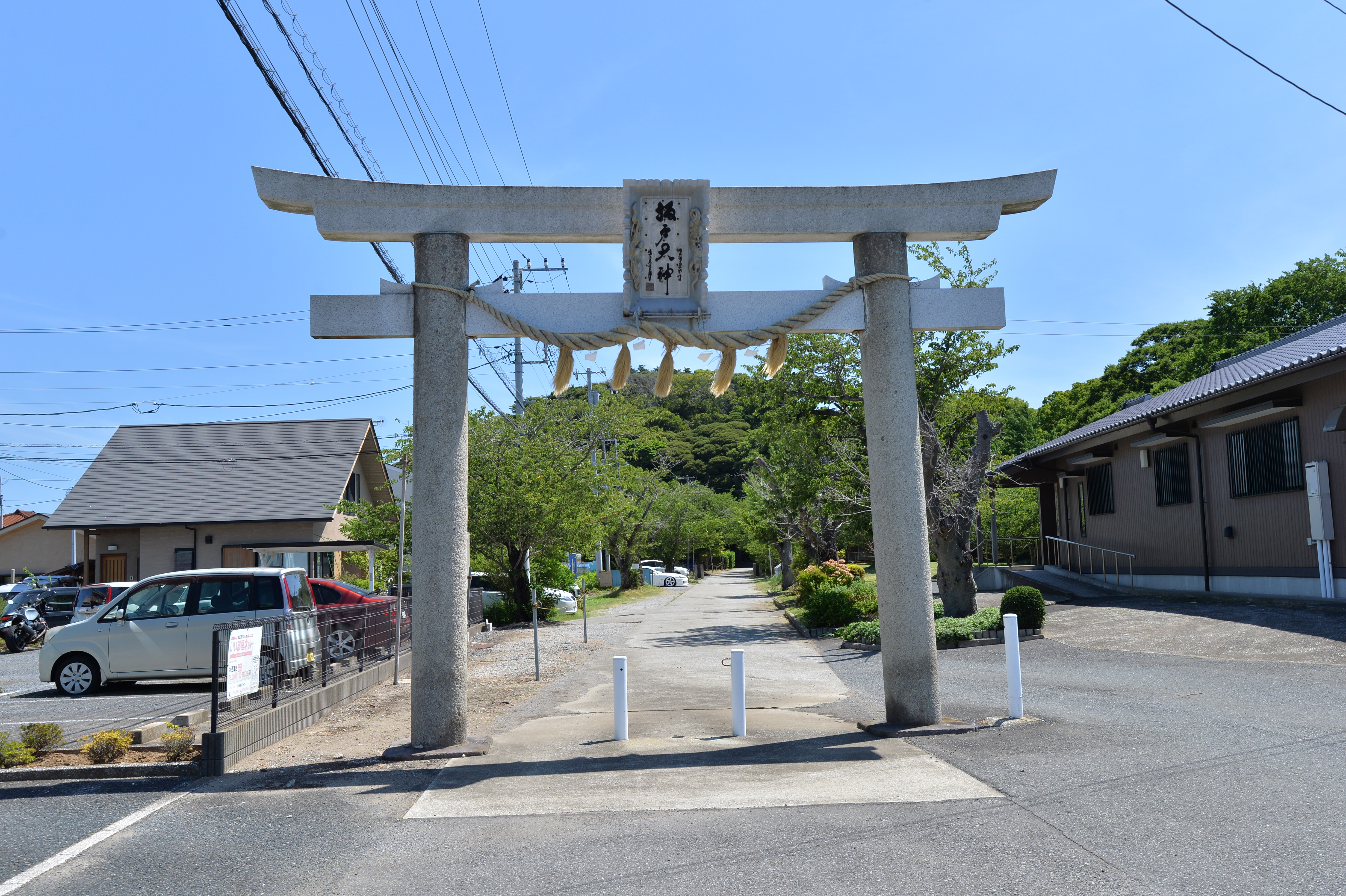
一の鳥居
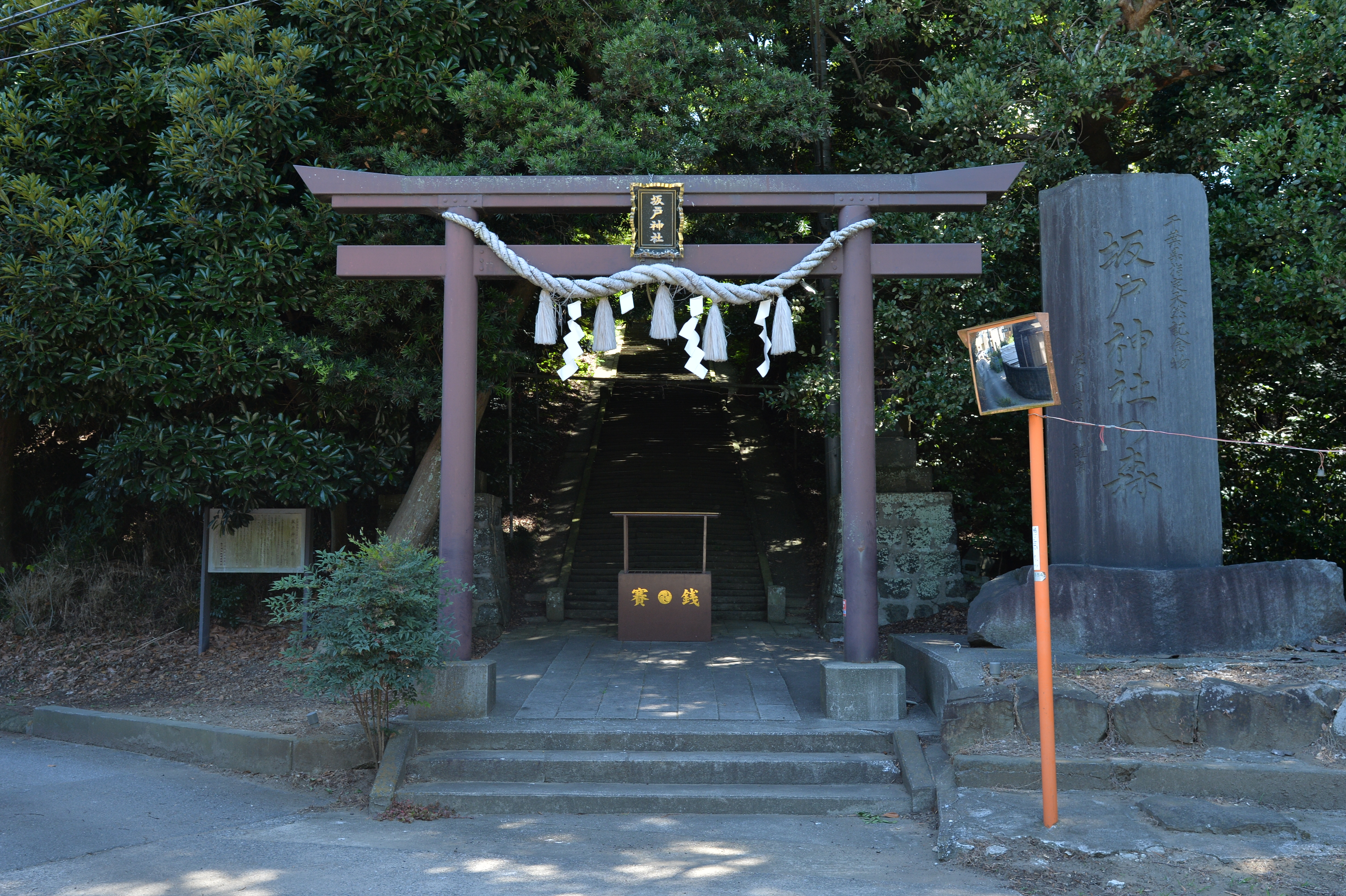
二の鳥居

## 文化財
- 坂戸神社の森（千葉県指定天然記念物 昭和50年3月28日指定）[3]
- 坂戸神社古式祭典図巻（袖ケ浦市指定文化財 昭和54年3月6日指定）[4]

## 交通アクセス
- 袖ケ浦駅より徒歩13分。